# Hugo Finaly
Pour les articles homonymes, voir Finaly.
Hugo Finaly, né le 3 juillet 1844 à Budapest et mort le 8 janvier 1915 à Paris, est un banquier français, administrateur de la Banque de Paris et des Pays-Bas.

## Biographie
Marié à sa cousine Jenny Ellenberger, il est le neveu du baron Horace de Landau et le père du banquier Horace Finaly. Venu en France au début de 1880, il entra dans les milieux financiers par l'intermédiaire d'Horace de Landau, fondé de pouvoir de la banque Rothschild. Il se fit naturaliser français lui et sa famille le 28 août 1890.
D'abord administrateur-directeur de la Banque de dépôts et d'amortissement (née de la fusion de la Banque française et italienne et de la Banque d'escompte de Paris en 1880), jusqu'à sa disparition due à la crise financière de 1882, il participa à la création de la Compagnie financière et commerciale du Pacifique et aux activités de plusieurs sociétés industrielles et commerciales : Compagnie française des métaux, Société commerciale française au Chili, Société française de forages et de recherches minières, Banca commerciale italiana. 
Il fit entrer son fils Horace Finaly à la Banque de Paris et des Pays-Bas en avril 1900 avant que ce dernier n'en devienne directeur général en 1919. 
Il était le propriétaire de la villa Finaly de Florence, léguée par ses héritiers à la chancellerie de l'Université de Paris en 1956.
Il est inhumé au cimetière du Père-Lachaise (93e division).
Il est le père de :
- Horace (1871-1945)
- Mary (1873-1918), épouse de Roger de Barbarin
- Florence (1877-?), épouse du commandant Henry de Cossette
- Rosita (1885-1955), femme de lettres, épouse de Charles Derennes, puis du Dr Achille Matza (veuf de Colette Dumas)
- Edith (1888), épouse de Jacques Le Bas